# Saqqaq-Kultur

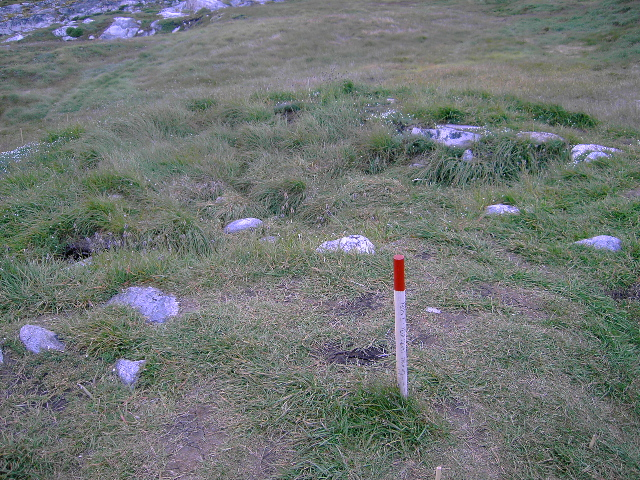
Spuren einer Jagdsiedlung der Saqqaq-Kultur bei Sermermiut

Die Saqqaq-Kultur war eine frühzeitliche Kultur in Grönland von ca. 2400 bis 800 vor Christus. Die Kultur wurde nach dem Ort Saqqaq an der Diskobucht benannt. Außer dem Gebiet der Diskobucht sind weitere wichtige Fundgebiete der Sisimiut-Distrikt und die Fjorde des Nuuk-Gebietes. Jedoch erstreckte sich die Kultur in Westgrönland vom Thule-District im Norden bis zum Nanortalik-District im Süden, in Ostgrönland vom Süden bis zum Scoresbysund im Norden. Die Saqqaq-Kultur von 1.600 Jahren Dauer repräsentiert die Mehrzahl der prähistorischen Fundstätten in Grönland. Sie verschwand vermutlich infolge einer Klimaabkühlung.

## Ernährung
Eine Hauptjagdbeute der Kulturträger waren Meeressäuger, was u. a. aus Knochenfunden an einem Wohnplatz in der Diskobucht geschlossen wird. Jedoch zeigten umfangreiche Ausgrabungen, dass die Vertreter der Saqqaq-Kultur aus allen ökologischen Nischen Grönlands schöpften. In Qeqertasussuk wurden Knochen von nicht weniger als 45 Wirbeltierarten gefunden, ebenso Muscheln. Auch Spuren von pflanzlicher Nahrung wie Beeren wurden gefunden. Durch spezielle und komplexe Jagdwerkzeuge wurden alle zugänglichen Arten gejagt: Meeressäuger von großen Walen bis zu den Ringelrobben, Landsäugetiere wie Rentiere, Vögel in großer Zahl und große Fische wie Kabeljau und Saibling.

## Behausung
In den Behausungen der Saqqaq-Kultur gab es einen Mittelgang und eine zentrale Feuerstelle. Funde legen nahe, dass es Tranlampen aus Stein gab, die als Wärme- und Lichtquelle dienten.
Die größten Häuser waren 6 m lang und 3–4 m breit. Vermutlich waren sie in der kalten Jahreszeit die Wohnung für zwei Familien oder eine Großfamilie. Gefunden wurden auch einfache runde Plätze für Zelte. Nirgendwo gefunden wurden Langhäuser oder sonstige größere Versammlungsgebäude.
An Orten, an denen Karibu-Herden oder Meeressäuger auf ihren Wanderungen vorbeizogen, fanden sich viele Hütten, die nach der Fundsituation gleichzeitig bewohnt wurden. Offensichtlich trafen sich die Saqqaq-Menschen zu den Höhepunkten der Jagdsaison, wenn ein reiches Nahrungsangebot garantiert war, regelmäßig in größeren Gruppen.

## Handwerk und Rohstoffe
Der Permafrostboden erhielt zahlreiche Fundstücke aus organischen Materialien – Holz, Knochen, Geweih, Elfenbein, Haut – die das hervorragende handwerkliche Können der Saqqaq belegen. Die Qualität der Holzarbeiten wurde auch später von keiner anderen Kultur übertroffen. Der Reichtum an Treibholz, das sich seit dem Ende der letzten Eiszeit über mehrere tausend Jahre an den angehobenen Stränden gesammelt hatte, zeigt sich darin, dass es umfangreich auch als Brennholz verwendet wurde.
Das bevorzugte Material für Steinwerkzeuge war ein grauer metamorpher Schiefer, der Killiaq. Die primären Quellen für diesen Schiefer waren die Diskobucht und der Nuussuaq-Bereich, wo riesige Abbaustätten gefunden wurden. In einigen Bereichen bzw. Zeiten wurden anstelle des Killiaq auch Quarzit oder regionale Varianten Feuerstein-ähnlicher-Mineralien, genannt Ammaq – wie Chalcedon, Achat, Bergkristall etc. – für Werkzeuge verwendet. Insbesondere Schaber und Mikrolithen aus diesen seltenen Materialien wurden in Handarbeit gefertigt.

## Warentausch
Die Bewohner der Saqqaq-Kultur tauschten in großem Umfang wertvolle Güter aus. Mineralische Rohstoffe wie Achat aus Nordwest-Grönland fanden sich im gesamten Bereich der Saqqaq-Kultur. Lampen aus Speckstein wurden an den meisten Standorten an der Westküste Grönlands gefunden, obwohl Speckstein in hinreichend guter Qualität nur im Thule-Distrikt und im östlichen Teil des Nuuk-Fjord-Systems vorkommt. Eine bestimmte Sorte des gelben Minerals Killiaq, das nur bei Kitsissuarsuit in der südlichen Diskobucht vorkommt, war weit verbreitet. Gehandelt wurden auch Geweihe und Elfenbein.

## Genetische Verwandtschaft
Nahe der Diskobucht wurden die Überreste eines Angehörigen der Saqqaq-Kultur gefunden, der dort vor etwa 4000 Jahren lebte. Seine im Permafrost konservierte DNA, die zu 79 Prozent sequenziert wurde, wies ihn nicht als Verwandten der heute in Nordamerika lebenden Eskimos oder Indianer aus, sondern als Verwandten von heute in Nordostsibirien lebenden Völkern: der gefundene Haplotyp HgD2 tritt auch bei Tschuktschen, Burjaten, Ewenken und Jakuten auf.